# Францбеков, Иван Андреевич
Иван Андреевич Францбеков (Франзбеков) (до перехода в православие Юрген (Георг) Фаренсбах, приблизительные даты жизни 1600—1660) — российский государственный деятель, дворянин московский.

## Биография
Из ливонских немцев. В 1613 году в Россию приехал его старший брат Алфер (Дмитрий), а в 1628 году — сам Георг. В следующем году принял крещение по православному обряду с именем Иван (крёстный отец — дьяк Иван Болотников).
Воевода в Берёзове (1639—1643), Алатыре (1644), Уфе (1653—1655).
Составитель переписных книг Лихвинского и Мещовского уездов (1646), Козьмодемьянского, Свияжского, Цивильского и Чебоксарского уездов (1647—1651), Ядринского уезда (1652).
В 1656 г. возглавлял посольство в Бранденбург с просьбой о посредничестве в переговорах между Россией и Швецией.
Некий Иван Францбеков в 1629—1630 гг. был воеводой в Тотьме. Возможно, это представитель другой ветви рода Фаренсбахов, переселившейся в Россию в конце правления Ивана Грозного.